# Bahnstrecke Falkenberg–Beeskow
| |                         |                                                         |                                                         |
| Streckennummer (DB): | 6826                    |                                                         |                                                         |
| Kursbuchstrecke (DB): | 213                     |                                                         |                                                         |
| Kursbuchstrecke: | 154n (1934) 178f (1946) |                                                         |                                                         |
| Streckenlänge: | 113,9 km                |                                                         |                                                         |
| Spurweite: | 1435 mm (Normalspur)    |                                                         |                                                         |
| Maximale Neigung: | 14 ‰                    |                                                         |                                                         |
| Minimaler Radius: | 350 m                   |                                                         |                                                         |
| Streckengeschwindigkeit: | 60 km/h                 |                                                         |                                                         |
| |                         |                                                         |                                                         |
| \| \| \| von Węgliniec und von Röderau \| \| \| \| 0,300 \| Falkenberg (Elster) Cottbus–Halle \| 86 m \| \| \| \| nach Roßlau (Elbe) und nach Jüterbog \| \| \| \| 2,200 \| Falkenberg-Kiebitz (früher Falkenberg (Elster) Nord) \| Falkenberg-Kiebitz (früher Falkenberg (Elster) Nord) \| \| \| \| Neugraben \| \| \| \| 6,600 \| Klein Rössen \| Klein Rössen \| \| \| 8,000 \| Verbindungsbahn von Abzw Großrössen (Strategische Bahn) \| Verbindungsbahn von Abzw Großrössen (Strategische Bahn) \| \| \| 12,300 \| Herzberg (Elster) Stadt \| 81 m \| \| \| \| Schwarze Elster \| \| \| \| 13,100 \| Alt Herzberg \| Alt Herzberg \| \| \| 13,700 \| Anst Futtermittelwerk DEUKA AG \| Anst Futtermittelwerk DEUKA AG \| \| \| \| Polzen \| \| \| \| 18,500 \| Kolochau (ehem. Colochau) \| Kolochau (ehem. Colochau) \| \| \| 23,700 \| Schlieben \| 89 m \| \| \| 27,200 \| Anst Bundeswehrdepot \| Anst Bundeswehrdepot \| \| \| 31,560 \| Hohenbucko-Lebusa \| 112 m \| \| \| 36,500 \| Rochau West (ehem. Rochau) \| 128 m \| \| \| 37,300 \| Rochau Forst \| 143 m \| \| \| \| Abzw Tanklager Sowjetarmee (abgebaut) \| \| \| \| 39,750 \| Rochauer Heide (ehem. Rochau Ost) \| 147 m \| \| \| 42,800 \| Wüstermarke-Höllberghof (ehem. Wüstermarke) \| 124 m \| \| \| \| Dresden-Friedrichstadt–Berlin Dresdener Bf \| \| \| \| 46,280 \| Langengrassau \| 85 m \| \| \| \| Verbindung zur Bahnstrecke Berlin–Dresden \| \| \| \| 49,400 \| Uckro Süd \| 78 m \| \| \| 51,900 \| Paserin \| Paserin \| \| \| 53,338 \| Luckau-Zöllmersdorf (früher Zöllmersdorf Bf) \| Luckau-Zöllmersdorf (früher Zöllmersdorf Bf) \| \| \| \| Bundesstraße 87, Bundesstraße 96 \| \| \| \| 57,391 \| Luckau Zentrum (früher Luckau) \| 65 m \| \| \| \| Berste \| \| \| \| \| nach Finsterwalde \| \| \| \| 64,200 \| Anst Industriegebiet Alteno[1] \| Anst Industriegebiet Alteno[1] \| \| \| 64,810 \| Duben (Niederlausitz) \| Duben (Niederlausitz) \| \| \| \| Bundesautobahn 13 \| \| \| \| 69,138 \| Lübben-Neuendorf (ehem. Neuendorf (Niederlausitz)) \| Lübben-Neuendorf (ehem. Neuendorf (Niederlausitz)) \| \| \| 72,540 \| Lübben Süd \| Lübben Süd \| \| \| \| Berste \| \| \| \| \| Verbindungsgleis nach Lübben (Spreewald) \| \| \| \| 73,520 \| Lübben Hp (ehem. Lübben Nord) \| 50 m \| \| \| \| Görlitz–Berlin Görlitzer Bf \| \| \| \| \| Bundesstraße 115 \| \| \| \| 77,220 \| Hartmannsdorf (Niederlausitz) \| 48 m \| \| \| \| Spree \| \| \| \| 80,800 \| Anst Industriepark Spreewerk Lübben GmbH \| Anst Industriepark Spreewerk Lübben GmbH \| \| \| 81,400 \| Börnichen-Schlepzig \| 53 m \| \| \| 86,800 \| Anst Krugau Lager – Bundeswehr \| Anst Krugau Lager – Bundeswehr \| \| \| 87,170 \| Krugau \| 56 m \| \| \| 90,450 \| Groß Leuthen-Gröditsch \| 50 m \| \| \| 93,000 \| Bückchen \| 47 m \| \| \| 95,090 \| Wittmannsdorf (Niederlausitz) \| 51 m \| \| \| \| Spree \| \| \| \| 100,930 \| Briescht \| 46 m \| \| \| 105,450 \| Tauche (b Beeskow) \| 44 m \| \| \| 108,600 \| Kohlsdorf \| 58 m \| \| \| 113,300 \| Beeskow West (früher Beeskow NLE) \| 45 m \| \| \| \| von Königs Wusterhausen \| \| \| \| 113,600 \| Beeskow \| 45 m \| \| \| \| nach Grunow (Niederlausitz) \| \| |                         |                                                         |                                                         |
| Strecke |                         | von Węgliniec und von Röderau                           | von Węgliniec und von Röderau                           |
| Turmbahnhof geradeaus unten | 0,300                   | Falkenberg (Elster) Cottbus–Halle                       | 86 m                                                    |
| Abzweig ehemals geradeaus und nach links |                         | nach Roßlau (Elbe) und nach Jüterbog                    | nach Roßlau (Elbe) und nach Jüterbog                    |
| Haltepunkt / Haltestelle (Strecke außer Betrieb) | 2,200                   | Falkenberg-Kiebitz (früher Falkenberg (Elster) Nord)    | Falkenberg-Kiebitz (früher Falkenberg (Elster) Nord)    |
| Brücke über Wasserlauf (Strecke außer Betrieb) |                         | Neugraben                                               | Neugraben                                               |
| Haltepunkt / Haltestelle (Strecke außer Betrieb) | 6,600                   | Klein Rössen                                            | Klein Rössen                                            |
| Abzweig geradeaus und von links (Strecke außer Betrieb) | 8,000                   | Verbindungsbahn von Abzw Großrössen (Strategische Bahn) | Verbindungsbahn von Abzw Großrössen (Strategische Bahn) |
| Bahnhof (Strecke außer Betrieb) | 12,300                  | Herzberg (Elster) Stadt                                 | 81 m                                                    |
| Brücke über Wasserlauf (Strecke außer Betrieb) |                         | Schwarze Elster                                         | Schwarze Elster                                         |
| Haltepunkt / Haltestelle (Strecke außer Betrieb) | 13,100                  | Alt Herzberg                                            | Alt Herzberg                                            |
| Abzweig geradeaus und nach rechts (Strecke außer Betrieb) | 13,700                  | Anst Futtermittelwerk DEUKA AG                          | Anst Futtermittelwerk DEUKA AG                          |
| Haltepunkt / Haltestelle (Strecke außer Betrieb) |                         | Polzen                                                  | Polzen                                                  |
| Bahnhof (Strecke außer Betrieb) | 18,500                  | Kolochau (ehem. Colochau)                               | Kolochau (ehem. Colochau)                               |
| Bahnhof (Strecke außer Betrieb) | 23,700                  | Schlieben                                               | 89 m                                                    |
| Abzweig geradeaus und von links (Strecke außer Betrieb) | 27,200                  | Anst Bundeswehrdepot                                    | Anst Bundeswehrdepot                                    |
| Bahnhof (Strecke außer Betrieb) | 31,560                  | Hohenbucko-Lebusa                                       | 112 m                                                   |
| Haltepunkt / Haltestelle (Strecke außer Betrieb) | 36,500                  | Rochau West (ehem. Rochau)                              | 128 m                                                   |
| Haltepunkt / Haltestelle (Strecke außer Betrieb) | 37,300                  | Rochau Forst                                            | 143 m                                                   |
| Abzweig geradeaus und nach links (Strecke außer Betrieb) |                         | Abzw Tanklager Sowjetarmee (abgebaut)                   | Abzw Tanklager Sowjetarmee (abgebaut)                   |
| Haltepunkt / Haltestelle (Strecke außer Betrieb) | 39,750                  | Rochauer Heide (ehem. Rochau Ost)                       | 147 m                                                   |
| Haltepunkt / Haltestelle (Strecke außer Betrieb) | 42,800                  | Wüstermarke-Höllberghof (ehem. Wüstermarke)             | 124 m                                                   |
| Kreuzung geradeaus oben (Strecke geradeaus außer Betrieb) |                         | Dresden-Friedrichstadt–Berlin Dresdener Bf              | Dresden-Friedrichstadt–Berlin Dresdener Bf              |
| Haltepunkt / Haltestelle (Strecke außer Betrieb) | 46,280                  | Langengrassau                                           | 85 m                                                    |
| Abzweig geradeaus, nach links und von links (Strecke außer Betrieb) |                         | Verbindung zur Bahnstrecke Berlin–Dresden               | Verbindung zur Bahnstrecke Berlin–Dresden               |
| Kopfbahnhof Strecke bis hier außer Betrieb | 49,400                  | Uckro Süd                                               | 78 m                                                    |
| ehemaliger Haltepunkt / Haltestelle | 51,900                  | Paserin                                                 | Paserin                                                 |
| Haltepunkt / Haltestelle | 53,338                  | Luckau-Zöllmersdorf (früher Zöllmersdorf Bf)            | Luckau-Zöllmersdorf (früher Zöllmersdorf Bf)            |
| Strecke mit Straßenbrücke |                         | Bundesstraße 87, Bundesstraße 96                        | Bundesstraße 87, Bundesstraße 96                        |
| Bahnhof | 57,391                  | Luckau Zentrum (früher Luckau)                          | 65 m                                                    |
| Brücke über Wasserlauf |                         | Berste                                                  | Berste                                                  |
| Abzweig geradeaus und nach rechts |                         | nach Finsterwalde                                       | nach Finsterwalde                                       |
| Abzweig geradeaus und von rechts | 64,200                  | Anst Industriegebiet Alteno                             | Anst Industriegebiet Alteno                             |
| Bahnhof | 64,810                  | Duben (Niederlausitz)                                   | Duben (Niederlausitz)                                   |
| Strecke mit Straßenbrücke |                         | Bundesautobahn 13                                       | Bundesautobahn 13                                       |
| Haltepunkt / Haltestelle | 69,138                  | Lübben-Neuendorf (ehem. Neuendorf (Niederlausitz))      | Lübben-Neuendorf (ehem. Neuendorf (Niederlausitz))      |
| Bahnhof | 72,540                  | Lübben Süd                                              | Lübben Süd                                              |
| Brücke über Wasserlauf |                         | Berste                                                  | Berste                                                  |
| Abzweig geradeaus und nach rechts |                         | Verbindungsgleis nach Lübben (Spreewald)                | Verbindungsgleis nach Lübben (Spreewald)                |
| Haltepunkt / Haltestelle | 73,520                  | Lübben Hp (ehem. Lübben Nord)                           | 50 m                                                    |
| Kreuzung geradeaus oben |                         | Görlitz–Berlin Görlitzer Bf                             | Görlitz–Berlin Görlitzer Bf                             |
| Brücke |                         | Bundesstraße 115                                        | Bundesstraße 115                                        |
| Haltepunkt / Haltestelle | 77,220                  | Hartmannsdorf (Niederlausitz)                           | 48 m                                                    |
| Brücke über Wasserlauf |                         | Spree                                                   | Spree                                                   |
| Abzweig geradeaus und nach rechts | 80,800                  | Anst Industriepark Spreewerk Lübben GmbH                | Anst Industriepark Spreewerk Lübben GmbH                |
| Bahnhof | 81,400                  | Börnichen-Schlepzig                                     | 53 m                                                    |
| Abzweig geradeaus und von rechts | 86,800                  | Anst Krugau Lager – Bundeswehr                          | Anst Krugau Lager – Bundeswehr                          |
| Kopfbahnhof Strecke ab hier außer Betrieb | 87,170                  | Krugau                                                  | 56 m                                                    |
| Bahnhof (Strecke außer Betrieb) | 90,450                  | Groß Leuthen-Gröditsch                                  | 50 m                                                    |
| Haltepunkt / Haltestelle (Strecke außer Betrieb) | 93,000                  | Bückchen                                                | 47 m                                                    |
| Haltepunkt / Haltestelle (Strecke außer Betrieb) | 95,090                  | Wittmannsdorf (Niederlausitz)                           | 51 m                                                    |
| Brücke über Wasserlauf (Strecke außer Betrieb) |                         | Spree                                                   | Spree                                                   |
| Haltepunkt / Haltestelle (Strecke außer Betrieb) | 100,930                 | Briescht                                                | 46 m                                                    |
| Haltepunkt / Haltestelle (Strecke außer Betrieb) | 105,450                 | Tauche (b Beeskow)                                      | 44 m                                                    |
| Haltepunkt / Haltestelle (Strecke außer Betrieb) | 108,600                 | Kohlsdorf                                               | 58 m                                                    |
| Bahnhof (Strecke außer Betrieb) | 113,300                 | Beeskow West (früher Beeskow NLE)                       | 45 m                                                    |
| Abzweig ehemals geradeaus und von links |                         | von Königs Wusterhausen                                 | von Königs Wusterhausen                                 |
| Bahnhof | 113,600                 | Beeskow                                                 | 45 m                                                    |
| Strecke |                         | nach Grunow (Niederlausitz)                             | nach Grunow (Niederlausitz)                             |

Die Bahnstrecke Falkenberg–Beeskow ist eine über 113 Kilometer lange Nebenbahn in Brandenburg, die unter dem Namen Niederlausitzer Eisenbahn bekannt ist. Sie beginnt im Eisenbahnknoten Falkenberg (Elster) und führt über Luckau und Lübben nach Beeskow. Sie durchquert die Landkreise Elbe-Elster, Dahme-Spreewald und Oder-Spree und verläuft zum größten Teil durch die namensgebende Niederlausitz. Der Personenverkehr endete in den 1990er Jahren. Die Strecke wird heute nur noch auf einigen Teilstücken im Güterverkehr zur Bedienung mehrerer Gleisanschlüsse genutzt und befindet sich im Eigentum der Deutschen Regionaleisenbahn (DRE).

## Geschichte
Besitzverhältnisse:
- 1898: Niederlausitzer Eisenbahn A.G.
- 1948: Landesverkehrsamt Brandenburg
- 1949: Deutsche Reichsbahn
- 1994: Deutsche Bahn AG
- 1998: Deutsche Regionaleisenbahn GmbH

### Niederlausitzer Eisenbahn A.G. (NLE AG)

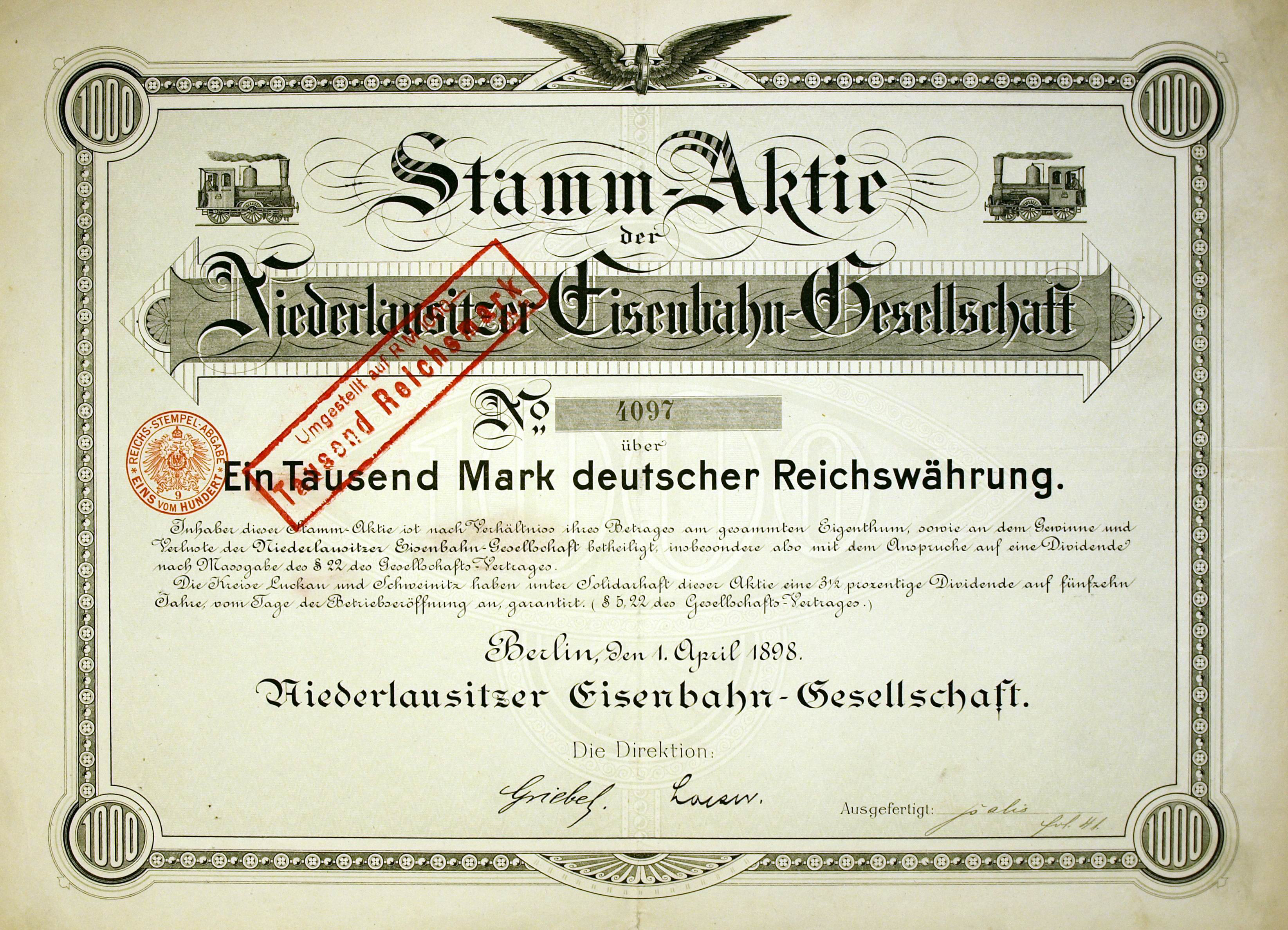
Stammaktie über 1000 Mark der Niederlausitzer Eisenbahn-Gesellschaft vom 1. April 1898

Als erster Abschnitt der Niederlausitzer Eisenbahn wurde am 20. Dezember 1897 die Teilstrecke Uckro Süd–Luckau eröffnet. Bereits am 15. März 1898 war der Streckenabschnitt Falkenberg–Lübben durchgehend hergestellt, sodass die Betriebsaufnahme durch die Niederlausitzer Eisenbahn A.G am 1. April 1898 erfolgen konnte. Der restliche Abschnitt von Lübben bis Beeskow folgte am 24. November 1901. Die NLE AG, die sich mehrheitlich im Besitz der Landkreise Schweinitz, Luckau und Lübben befand, hatte von Anfang an mit finanziellen Schwierigkeiten zu kämpfen. Erst durch den Zweiten Weltkrieg erfuhr die Bahnstrecke einen Aufschwung im Güterverkehr durch die an ihr gelegenen Munitionsfabriken in Rochau, Spreewerk Lübben und Krugau sowie den Anschluss zum Flugplatz Alteno. Nach Kriegsende mussten diese Anschlussgleise als Reparationsleistung an die UdSSR abgebaut werden.
Kurz vor dem Ende des Zweiten Weltkrieges wurde am 25. April 1945 die Spreebrücke bei Briescht gesprengt, sodass der Zugverkehr eingestellt werden musste. 1948 konnte der Zugverkehr wieder zwischen Lübben und Spreebrücke Briescht sowie von der östlichen Spreeseite bis Beeskow West aufgenommen werden, wobei die Spreebrücke noch gesperrt war und die Reisenden etwa 400 Meter zu Fuß zurücklegen mussten. Die Brücke war dann 1951 wieder hergerichtet, sodass ein durchgehender Verkehr Lübben–Beeskow West möglich wurde.

### Deutsche Reichsbahn (DR)
Es gab auf der NLE fast keine durchgehenden Züge; in der Regel verkehrten die Züge nach der Übernahme durch die Deutsche Reichsbahn von Falkenberg nach Luckau oder Lübben Hbf und von Luckau oder Lübben Süd nach Beeskow. Das Zugangebot war auf den Streckenabschnitten zwischen Falkenberg (Elster) und Herzberg (Elster) Stadt sowie zwischen Uckro und Lübben für eine Nebenstrecke im ländlichen Raum relativ hoch.
Nach der deutschen Teilung 1945 rückte die Strecke in den Fokus der Militärs. Durch die Tatsache, dass sie drei nach Berlin führende Hauptstrecken miteinander verband, Berlin selbst aber weiträumig umging, bekam sie den Status einer strategischen Bahn. Sie wurde von einer Neben- zu einer Hauptbahn aufgewertet, wobei u. a. die Achslast auf 20 Tonnen erhöht wurde.
Einzelne Züge hatten auch Ziele außerhalb der NLE: Beispielsweise gab es im Fahrplan 1986/87 Verbindungen von Lübben über Uckro nach Elsterwerda, Frauenhain und Baruth (Mark). Bei Störungen auf der Dresdener Bahn oder auf dem Berliner Außenring kam es vor, dass Fernzüge in der Relation Dresden–Berlin über den NLE-Streckenabschnitt Uckro–Lübben umgeleitet wurden. Dabei kamen als Triebfahrzeuge neben der Baureihe 132 auch die auf der NLE verkehrenden Baureihen 110 und 112 zum Einsatz. Während der Elektrifizierung der Strecke (Dresden-) Uckro – Berlin verkehrten 1981/1982 planmäßig einige Schnellzüge über Uckro–Luckau–Lübben nach Berlin.
Im letzten Fahrplanjahr der Deutschen Reichsbahn 1993/94 verkehrten zwischen Falkenberg und Luckau (Kursbuchstrecke 213) fünf Zugpaare, die zwischen Falkenberg und Herzberg sogar auf zehn Zugpaare verdichtet wurden. Genauso viele Zugpaare verkehrten zwischen Uckro und Luckau. In der Kursbuchtabelle 208 wurden zwischen Luckau und Beeskow drei tägliche Zugpaare aufgeführt, die zwischen Lübben Süd und Beeskow um ein weiteres Zugpaar ergänzt wurden. Entsprechend der Bedeutung der Stadt und der Funktion als Betriebsmittelpunkt war Luckau an Lübben Hbf mit neun täglichen Fahrtenpaaren angebunden. In diesem Fahrplanjahr gab es ein durchgehendes Zugpaar zwischen Falkenberg und Beeskow, für das eine Fahrzeit zwischen drei und dreieinhalb Stunden vorgesehen war.

### Deutsche Bahn AG (DB)
Die Deutsche Bahn AG betrieb die Strecke zwischen 1994 und 1998. Diese Zeit war gekennzeichnet durch die abschnittsweise Einstellung des Schienenpersonenverkehrs auf der gesamten Strecke. Im Mai 1995 endete der Personenverkehr sowohl zwischen Lübben und Beeskow als auch zwischen Uckro und Herzberg. Auf dem Abschnitt Uckro–Luckau benötigten die Personenzüge für die vier Kilometer zwischen Uckro und Zöllmersdorf 17 Minuten. Aufgrund des schlechten Zustands der Holzschwellen im moorigen Untergrund wurde dieser Abschnitt im Februar 1996 betrieblich gesperrt. Obwohl die Vorbereitungen für die Streckensanierung bereits begonnen hatten, wurde der Schienenpersonennahverkehr zwischen Herzberg und Beeskow vom Land Brandenburg abbestellt. Ab dem 1. Juni verkehrten auch zwischen Lübben und Luckau keine Reisezüge mehr. 1998 endete auch der Personenverkehr zwischen Falkenberg und Herzberg Stadt. Der Güterverkehr wurde bedarfsweise von Lübben ausgehend in Richtung Krugau (Bundeswehr) und Luckau (Zement) weiterhin aufrechterhalten. Die Strecke zwischen Krugau und Beeskow wurde betrieblich gesperrt.

### Deutsche Regionaleisenbahn GmbH (DRE)

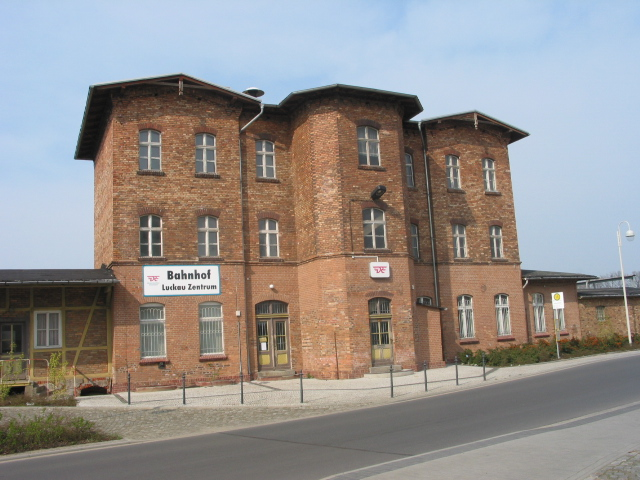
Bahnhof Luckau Zentrum

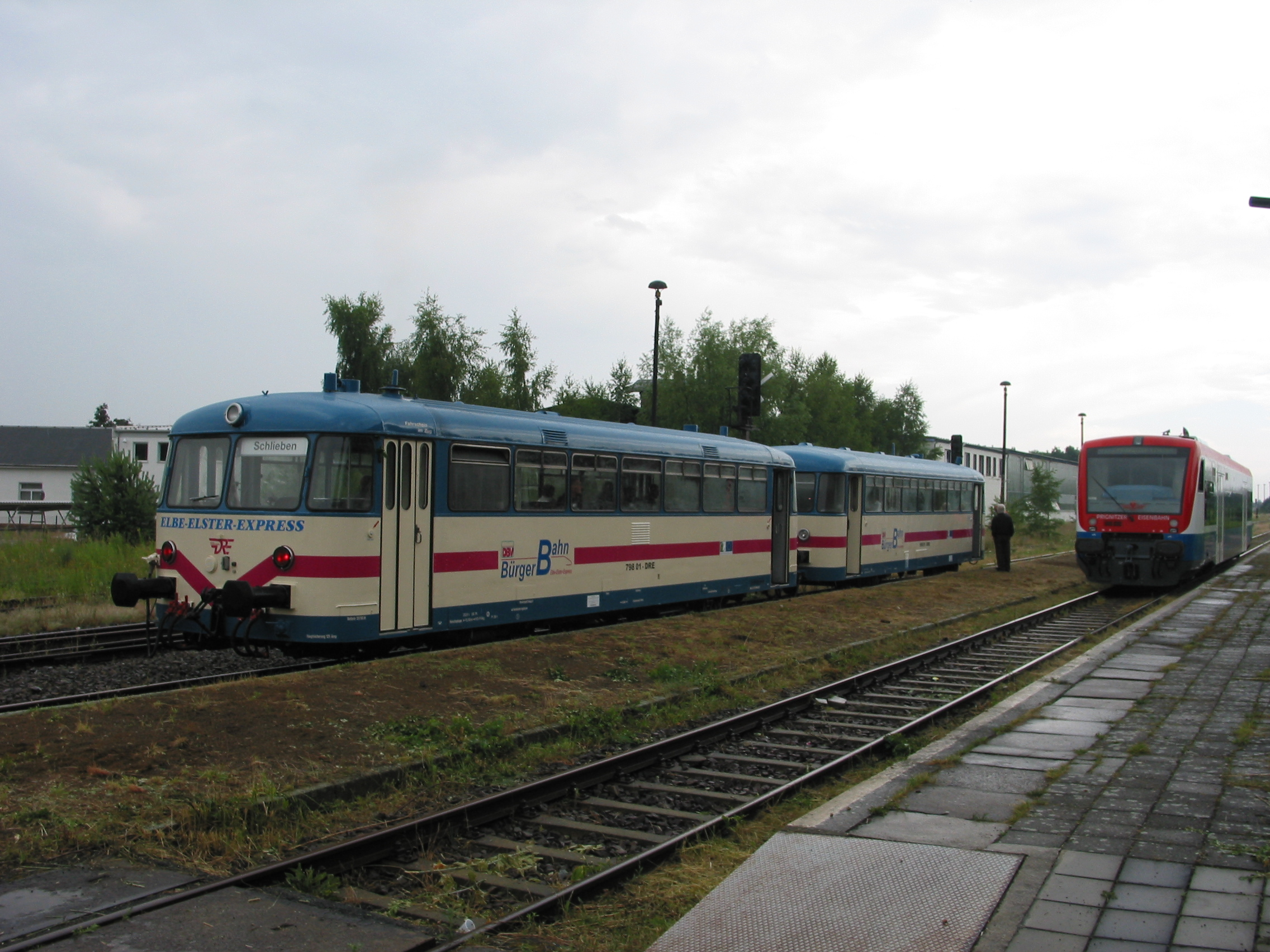
Elbe-Elster-Express in Herzberg (Elster) Stadt anlässlich des Schliebener Moienmarktes (30. Juni 2006)

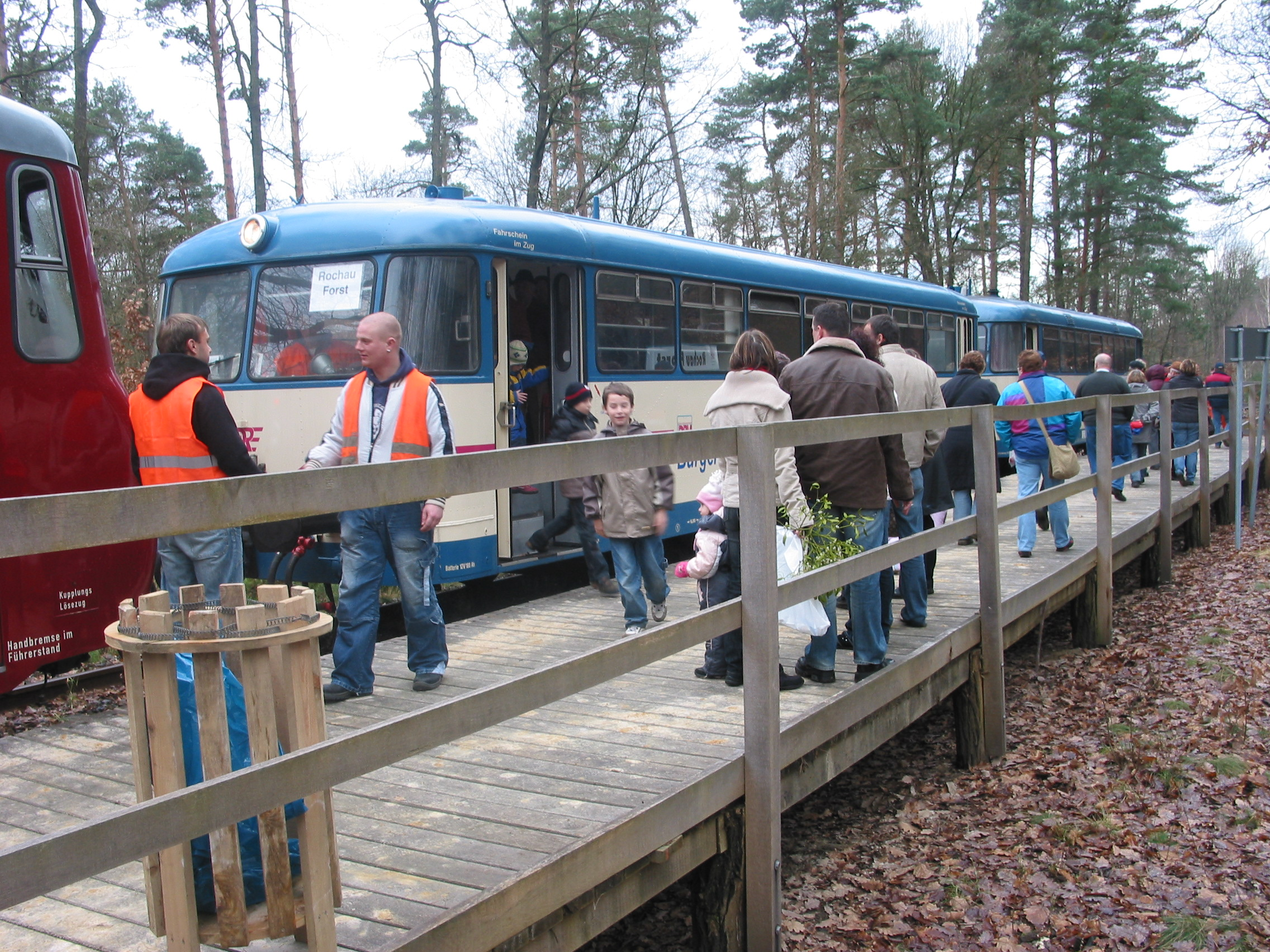
Rochau Forst (9. Dezember 2007)

Nach fast dreijährigen Verhandlungen hat die Privatbahn Deutsche Regionaleisenbahn GmbH (DRE) (die damalige Bezeichnung war Deutsche Regionalbahn (DR) GmbH) im Auftrag des Deutschen Bahnkundenverbands (DBV) am 31. Dezember 1999 die Strecke von Herzberg (Elster) nach Beeskow von der DB übernommen und damit vor der geplanten Stilllegung für 15 Jahre gerettet. Dabei sollte gezeigt werden, dass auch ohne größere staatliche Subventionen der Schienenverkehr im dünn besiedelten ländlichen Raum aufrechterhalten werden kann. Dies sollte durch eine Kombination von Güter- und Personenverkehr ermöglicht werden. Es zeigte sich jedoch, dass dieses Ziel mit spärlichem Verkehr nicht erreicht werden kann.
Zur Wiederherstellung der Strecke bot sich die Landesgartenschau 2000 in Luckau an, zu der ein Sonderverkehr zwischen Lübben und Luckau eingerichtet wurde. Die beantragte Bestellung des Verkehrs wurde jedoch zur Vermeidung eines Präzedenzfalles vom Land Brandenburg abgelehnt. Auch wurde die NLE nicht in ein Bahn/Bus-Kombiticket aufgenommen, da der Landkreis Dahme-Spreewald als Eigentümer der Regionalen Verkehrsgesellschaft Dahme-Spreewald mbH (RVS) dies ablehnte. Die Konsequenz war eine relativ geringe Auslastung der DRE-Züge.
Im Jahresfahrplan 2000 waren im Zeitraum 28. Mai bis 15. Oktober an Wochenenden drei Fahrtenpaare zwischen Luckau-Uckro und Lübben vorgesehen, wobei je ein Zugpaar nach Herzberg (Elster) Stadt und Falkenberg (Elster) verlängert war. Jedoch hat der Landesbevollmächtigte für Bahnaufsicht (LfB) des Landes Brandenburg dem eingesetzten MAN-Schienenbus wegen der für dieses Bundesland fehlenden Zulassung bereits nach drei Tagen den Betrieb untersagt. Da der Triebwagen jedoch die Zulassung für Deutschland besaß, konnte dieser den Betrieb im Dezember wieder aufnehmen (die Fahrten fanden an den Wochenenden 9./10. und 16./17. Dezember 2000 statt).
Ein weiteres großes Ereignis war der 6. Brandenburg-Tag in Luckau am 1. und 2. September 2001. Hierzu wurde ein Stunden-Taktverkehr zwischen Lübben und Luckau-Uckro mit zwei Zügen eingerichtet, die jeweils in Luckau wendeten. Einzelne Fahrten wurden nach Groß-Leuthen-Gröditsch bzw. Falkenberg (Elster) verlängert. Ansonsten sah der Saisonfahrplan vom 10. Juni bis 31. August 2001 an Wochenenden und Feiertagen wieder Personenverkehr zwischen Falkenberg und Groß Leuthen-Gröditsch vor.
Der Fahrplan vom 16. Juni bis 3. November 2002 sah vier Zugpaare zwischen Lübben Süd und Groß Leuthen-Gröditzsch am Wochenende vor. Dabei wurde jeweils ein Zugpaar nach Alt Herzberg und Luckau-Uckro verlängert.
Im Jahr 2003 (18. April bis 2. November) sollten nur noch drei Zugpaare zwischen Lübben Süd und Groß Leuthen-Gröditzsch am Wochenende verkehren, wobei zwei bereits in Luckau-Uckro begannen bzw. endeten. Am 14. September 2003 wurde der erst kürzlich hauptuntersuchte Uerdinger Schienenbus 798.01 vom LfB mit Amtshilfe der Polizei wegen angeblich technischer Mängel stillgelegt. Daraufhin wurde ein kurzfristig angemieteter Schienenbus der Hochwaldbahn am folgenden Wochenende eingesetzt. Da jedoch die geringe Nachfrage die Mietkosten nicht deckte, wurde am 26. September 2003 der Betrieb auf der NLE vorzeitig eingestellt.
2004 musste der Saisonstart wegen Gleisarbeiten im Raum Berga auf den 1. Mai verschoben werden. Der Jahresfahrplan endete am 3. Oktober. In Abweichung zum Vorjahr wird einmal Alt-Herzberg mit dem neu eingesetzten Uerdinger Schienenbus an Sonn- und Feiertagen angesteuert. An insgesamt fünf Wochenenden gab es verdichteten Sonderverkehr zwischen Alt Herzberg und Schlieben.
Im Jahr 2005 fand trotz des veröffentlichten Jahresfahrplans außer den Fahrten zum Schliebener Moienmarkt kein Schienenpersonenverkehr auf der NLE statt. Dies war wegen Bauarbeiten an verschiedenen Stellen (Streckensanierung östlich von Luckau-Uckro, Sanierung der Brücken über die Schwarze Elster in Herzberg und über die Dresdener Bahn bei Langengrassau, Neuerrichtung von Bahnsteigen und Erneuerung der Bahnübergangssicherung an der Bundesstraße 87) sowie zum Wiederaufbau der Strecke zwischen Groß Leuthen-Gröditsch und Beeskow erforderlich. Letzteres konnte allerdings bis heute nicht umgesetzt werden.
Nach längerer Vorbereitung (Gleissanierung, Bahnsteigbau, Abstellhalle, Modernisierung des Schienenbusses) erfolgte am 30. Juni 2006 die Jubiläumsfahrt des Bürgerbahnprojektes Elbe-Elster-Express zwischen Falkenberg (Elster) und Schlieben. Dabei wurde in der Leader+-Region Wald- und Heideland im Elbe-Elster-Kreis die Idee des Deutschen Bahnkundenverbandes (DBV) umgesetzt, durch Eigeninitiative den Schienenpersonennahverkehr im ländlich geprägten Raum aufrechtzuerhalten beziehungsweise wiedereinzurichten. Die Idee der Bürgerbahn basiert auf den zahlreichen Bürgerbus-Projekten, in denen ehrenamtliche Fahrer mit Kleinbussen den öffentlichen Personenverkehr im ländlichen Raum ermöglichen.
Der Jahresfahrplan 2006 sah an Samstagen, Sonn- und Feiertagen vom 8. Juli bis 9. Dezember vier Fahrtenpaare des Elbe-Elster-Express zwischen Falkenberg (Elster) und Schlieben vor, wobei zwei Zugpaare bis Luckau-Uckro verlängert waren.
Im Jahr 2007 galt der Jahresfahrplan an Samstagen, Sonn- und Feiertagen vom 29. Juni bis 7. Oktober 2007 und sah Fahrten des Elbe-Elster-Express auf dem Streckenabschnitt zwischen Mühlberg/Elbe und Hohenbucko-Lebusa vor. Dabei wurde Mühlberg/Elbe nach 46 Jahren erstmals wieder auf der Schiene an Samstagen (bis 29. August 2007) angebunden. An Sonntagen wurden drei Zugpaare zwischen Falkenberg (Elster) und Hohenbucko-Lebusa gefahren. Allerdings konnte das Stammfahrzeug VT 798-01 des DBV-Fördervereins Elbe-Elster-Express wegen einer Reparatur erst ab 26. Juli eingesetzt werden. Davor wurden Dieseltriebwagen von drei verschiedenen Eisenbahnverkehrsunternehmen angemietet bzw. aus wirtschaftlichen Gründen Schienenersatzverkehr eingerichtet.
Sonderverkehre mit bis zu zehn Zugpaaren verkehrten im Jahr 2007 anlässlich folgender Veranstaltungen auf verschiedenen Streckenabschnitten zwischen Mühlberg/Elbe und Luckau-Uckro:
- 414. Schliebener Moienmarkt (29. Juni bis 1. Juli)
- 777 Jahre Mühlberg/Elbe (6. bis 8. Juli)
- Strandfest Falkenberg-Kiebitz (3. bis 5. August)
- Herzberger Weihnachtsmarkt (8. Dezember)
- Rochauer Waldweihnacht (9. Dezember)

Der Jahresfahrplan 2008 (1. Mai bis 5. Oktober) sah an Sonn- und Feiertagen das neue Produkt Elbe-Spreewald-Kurier vor, das die erstmalige Anbindung von Riesa über Falkenberg (Elster) an den Unterspreewald vorsah. Zuvor endete die Fahrt noch in Lübben, da das eigentlich ab 1. Juni geplante Ziel Groß Leuthen-Gröditsch wegen Problemen bei der Streckenbefahrbarkeit nicht erreicht werden konnte. Die Standzeit des Schienenbusses bis zur Rückfahrt nach Riesa wurde für eine Fahrt nach Uckro genutzt (Unterspreewald-Kurier). Die eigentlich geplante Anbindung von Riesa mit einem zweiten sonntäglichen Zugpaar durch den Elbe-Elster-Express musste aus Kostengründen entfallen. Dieser fuhr sonnabends ein Zugpaar zwischen Mühlberg/Elbe und Luckau-Uckro. Mit diesem räumlich erweiterten Angebot wurde eine stärkere touristische Nachfrage erwartet.
Allerdings konnte das ursprünglich zusätzlich geplante sonntägliche Zugpaar Riesa–Schlieben des Elbe-Elster-Express wegen zu hoher Kostenforderungen für Stellwerksbesetzungen der DB Netz AG nicht realisiert werden. Auch kam es gegen Ende der Fahrsaison zu vermehrten Ausfällen des DRE-Schienenbusses, sodass diese bereits am 3. Oktober vorzeitig beendet wurde. Die vorzeitige Einstellung des Elbe-Elster-Express am Ende des Fahrplanjahres 2008 wurde zudem mit der geringen Nachfrage und der fehlenden finanziellen Unterstützung durch die betroffenen Kommunen und Regionen begründet, so dass kein kostendeckender Betrieb möglich gewesen sei.
Die regelmäßigen Fahrten (Elbe-Elster-Express, Elbe-Spreewald-Kurier) waren eher schlecht ausgelastet, während Sonderfahrten zu besonderen Anlässen (vor allem Schliebener Moienmarkt, Rochauer Waldweihnacht) sehr gut angenommen wurden. Dabei kam es regelmäßig zur Überfüllung einzelner Fahrten oder sogar zum Zurücklassen von Fahrgästen. Dies lag aber auch an zu kleinen Fahrzeugen.
Seit Dezember 2008 fand auf der NLE kein planmäßiger Personenverkehr mehr statt.
Anfang Mai 2010 wurde der Streckenabschnitt Uckro Süd–Lübben–Groß Leuthen-Gröditsch gesperrt, da mehrere Streckenabschnitte und die Brücke über die Görlitzer Bahn saniert werden sollten. Die Sanierungsarbeiten begannen Anfang 2011 an einer Moorstelle bei Paserin. Zusätzlich wurden in Uckro Weichen für die Wiederanbindung an die Dresdner Bahn eingebaut. Einer vom Deutschen Bahnkunden-Verband vorgeschlagenen Anbindung von Lübben über die NLE nach Uckro während der einjährigen Sperrung der Strecke Königs Wusterhausen–Lübbenau erteilte die DB eine Absage. Mitte Januar 2013 waren die Arbeiten teilweise abgeschlossen, so dass der für die Bedienung im Güterverkehr wichtige Streckenabschnitt Duben–Lübben–Krugau wieder genutzt werden konnte.
Am 29. März 2013 schrieb die DRE die Abschnitte Groß Leuthen-Gröditsch–Beeskow und Schlieben–Uckro Süd zur Übernahme durch Dritte aus. Nachdem sich kein neuer Betreiber fand, wurden die Abschnitte stillgelegt. Im November 2013 begann die DRE mit dem Abbau der Schienen im Abschnitt Groß Leuthen-Gröditsch–Beeskow, da nach Aussage von Geschäftsführer Curth bereits auf einer Länge von zwei Kilometern die Schienen gestohlen worden waren.
Darüber hinaus sind schon seit mehreren Jahren die Streckenabschnitte Falkenberg–Schlieben, Uckro Süd–Duben und Börnichen-Schlepzig–Groß Leuthen-Gröditsch gesperrt.
Am 30. Juni 2015 wurde der westliche, 22 Kilometer lange Streckenabschnitt Falkenberg–Schlieben in zwei Teilen zur Übernahme durch andere Eisenbahninfrastrukturunternehmen ausgeschrieben, weil den hohen Unterhaltungs- und Investitionskosten keine Einnahmen gegenüber standen. Einen Monat später erfolgte die Ausschreibung für den 15 Kilometer langen Abschnitt Uckro Süd bis Duben. Anfang 2016 erfolgte mit Ausnahme der Bahnübergänge die Demontage der Gleisanlagen zwischen Herzberg und Schlieben. Für den Abschnitt Falkenberg–Herzberg wurde vom Eisenbahn-Bundesamt die Stilllegung zum 31. Dezember 2015 genehmigt. Die Gleise blieben bislang jedoch liegen, da die DB Netz Eigentümerin dieses Abschnitts ist. Es gibt Bestrebungen, auf diesem Abschnitt Draisinenfahrten anzubieten.
Am Haltepunkt Lübben wurde 2016 das marode Stationsgebäude abgerissen.
Nachdem jahrelang kein Betrieb auf der Niederlausitzer Eisenbahn stattfand, engagiert sich der neu gegründete DBV Förderverein Niederlausitzer Eisenbahn e. V. von seinem Sitz in Luckau aus wieder für die Aufnahme des Verkehrs für Sonderzugveranstaltungen. Als Voraussetzung dafür wurde von der Aufsichtsbehörde am 9. September 2020 die Betriebsgenehmigung für den Streckenabschnitt Luckau–Lübben erteilt. Im Bahnbetriebswerk Luckau hat sich im Dezember 2022 die Bahnbetriebswerk Luckau angesiedelt, die Reparaturarbeiten an Eisenbahnfahrzeugen anbietet.

#### Personenverkehr
Ab 2000 wurde auf der Strecke wieder Personenverkehr durch die DRE als Wochenendverkehr im Sommerhalbjahr betrieben, zudem wurde zu verschiedensten besonderen Anlässen gefahren, zum Beispiel zum Schliebener Moienmarkt und zur Rochauer Waldweihnacht. Im Jahr 2000 wurde anlässlich der Landesgartenschau ein MAN-Schienenbus zwischen Lübben und Luckau eingesetzt. Seit 2005 verkehrte der Uerdinger Schienenbus des kooperierenden DBV-Fördervereins Niederlausitzer Eisenbahn e. V. als Elbe-Elster-Express zwischen Schlieben und Falkenberg/Elster. Dabei handelte es sich um ein im Jahr 2006 mit EU-Mitteln gefördertes Bürgerbahn-Modell, bei dem das Zugpersonal ehrenamtlich aus der Region gestellt wurde. Durch diese Förderung war es möglich, das Fahrzeug, schadhafte Gleise und den Lokschuppen instand zu setzen sowie vier überdachte Wartehäuschen mit Reisendeninformation neu zu errichten. Die Sanierung des Lokschuppens wurde allerdings nie beendet, und aufgrund fehlender Gleisanbindung kam es nie zu einer Nutzung.
Der Verein Uckro-Luckauer Eisenbahnfreunde plante, einen Museumsbetrieb zwischen Uckro und Luckau einzurichten.
Am 12. September 2020 hat der DBV Förderverein Niederlausitzer Eisenbahn erste Sonderfahrten mit einer Ferkeltaxe zwischen Luckau und Lübben durchgeführt. Die offizielle Eröffnung dieses Abschnitts mit Dampfzügen sollte coronabedingt am 2. Oktober 2021 stattfinden. Ab April 2022 verkehrten dann Züge zu besonderen lokalen und überregionalen Ereignissen.

#### Güterverkehr
Der Schienengüterverkehr ist für den Weiterbetrieb der NLE von entscheidender Bedeutung. Dies konnte bereits kurz nach der Streckenübernahme durch die Inbetriebnahme des Anschlussgleises in das Gewerbegebiet Duben-Alteno am 12. Juni 1999 dokumentiert werden. Dort gibt es ein Anschlussgleis zu einer Biogasanlage und ein Freiladegleis, das vor allem zur Holzverladung genutzt wird. Der Güterverkehr wurde zunächst noch von DB Cargo durchgeführt. Im Rahmen des Sanierungsprogramms MORA C wurde am 1. Januar 2002 die Bedienung der sechs NLE-Gütertarifpunkte Lübben-Süd, Duben-Alteno, Luckau, Schlieben, Börnichen-Schlepzig und Krugau (Lager) sowie von Lübben Hbf durch die DRE übernommen. Diese führte den Einzelwagenverkehr (vor allem Holz) bis 2003 mit ihrem Schlepptriebwagen VT 11 durch. Der seitdem fast ausschließlich betriebene Ganzzugverkehr (Holz) wird überwiegend von privaten Eisenbahnverkehrsunternehmen durchgeführt. In der zweiten Märzhälfte 2009 wurden mit Ganzzügen werktäglich 18 Meter lange Stahlrohre von Europipe in das Freiladegleis Alteno angeliefert. Sie wurden nach dem Abschluss des Planfeststellungsverfahrens für die Ostsee-Pipeline-Anbindungsleitung (OPAL) im Süden Brandenburgs verlegt.

### Strecken- und Verkehrsdaten
| Streckenabschnitt                         | Länge (km) | Strecken- eröffnung | Einstellung SPNV | Übernahme DRE | Aufnahme Sonderverkehr | Einstellung Sonderverkehr | Wiederaufnahme Sonderverkehr |
| ----------------------------------------- | ---------- | ------------------- | ---------------- | ------------- | ---------------------- | ------------------------- | ---------------------------- |
| Falkenberg/Elster–Herzberg (Elster) Stadt | 12,3       | 15.03.1898          | 18.04.1998       | 03.2006       | 12.2000                | 10.2008                   | -                            |
| Herzberg (Elster) Stadt–Uckro             | 37,1       | 15.03.1898          | 27.05.1995       | 31.12.1998    | 12.2000                | 10.2008                   | -                            |
| Uckro–Luckau                              | 8,1        | 20.12.1897          | 28.02.1995       | 31.12.1998    | 12.2000                | 10.2008                   | -                            |
| Luckau–Lübben Hp                          | 15,7       | 03.03.1898          | 01.06.1996       | 31.12.1998    | 05.2000                | 10.2008                   | 12.09.2020                   |
| Lübben Hp–Beeskow                         | 40,4       | 24.11.1901          | 27.05.1995       | 31.12.1998    | 10.06.2001             | 10.2008                   | -                            |
| Gesamtlänge                               | 113,3      |                     |                  |               |                        |                           |                              |

## Streckenverlauf
Ausgehend vom unteren Teil des Bahnhofs Falkenberg (Elster) verläuft die NLE zunächst auf der östlichen Seite des Bahnbetriebswerkes und der Bahnstrecke Jüterbog–Röderau etwa einen Kilometer in nördliche Richtung, um dann bis Herzberg (Elster) den Abstand auf zwei Kilometer zu vergrößern. Von Herzberg verläuft die Strecke bis Beeskow im Wesentlichen in Richtung Nordosten. Am östlichen Stadtrand von Herzberg wird mit einer größeren Brücke die Schwarze Elster überquert. Bis Schlieben verläuft die Strecke in einer vom Ackerbau geprägten Niederung. In Schlieben befindet sich der für den Elbe-Elster-Express neu ausgebaute Lokschuppen. Weiter östlich beginnt ein längerer Anstieg durch den südlichen Fläming bis zur Überquerung des Niederlausitzer Landrückens, der durch ein ausgedehntes Waldgebiet (Rochau-Kolpiener Heide) entlang der Bundesstraße 87 führt. Am östlichen Waldrand folgt ein längerer Gefälleabschnitt, in dessen Verlauf bis Uckro ein Höhenunterschied von 70 Metern überwunden wird. Nach Überquerung der Bahnstrecke Berlin–Dresden richtet sich die Strecke in einer 130-Grad-Kurve nach Nordwesten aus, um über Langengrassau in Uckro wieder die Dresdener Bahn zu erreichen. Von dort verläuft die Strecke Richtung Osten, um durch eine vom Ackerbau geprägte Beckenlandschaft die ehemalige Kreisstadt Luckau zu erreichen. Luckau liegt etwa im Mittelpunkt der Strecke und beherbergte früher das Bahnbetriebswerk der NLE.
Von Luckau ausgehend nimmt die Strecke wieder einen nordöstlichen Verlauf, wobei zwischen der Berste- und Spree-Niederung eine kleine Hochfläche überquert wird. In der Kreisstadt Lübben wird die Bahnstrecke Berlin–Görlitz mit einer nordwestwärts gerichteten Kurve erreicht. Beide Strecken verlaufen bis zum Bahnhof Lübben parallel, wobei die NLE einen eigenen Haltepunkt in 400 Metern Entfernung hat. Von dort geht es in einer 90-Grad-Kurve über die Hauptbahn Richtung Nordosten. Zunächst wird das Biosphärenreservat Spreewald durchquert, wobei der namensgebende Fluss bei Hartmannsdorf (Niederlausitz) überbrückt wird. Anschließend folgt eine waldreiche und dünn besiedelte Landschaft, bis die Spree bei Briescht zum zweiten Mal überbrückt wird. Die nun wieder landwirtschaftlich geprägte Gegend erstreckt sich bis Beeskow. Etwa einen Kilometer vor der Stadt nähert sich von Westen die Bahnstrecke Grunow–Königs Wusterhausen. Beide Strecken führen dann parallel bis Beeskow, wobei die NLE früher einen eigenen Bahnhof Beeskow West besaß, der vor dem Staatsbahnhof Beeskow lag. Seit den 1960er Jahren wurden die Reisezüge direkt in den Bahnhof Beeskow geführt.